# 小川茂仁
小川 茂仁（おがわ しげひと、1946年10月16日 - ）は、和歌山県海南市出身の元アマチュア野球選手（内野手）、野球指導者。

## 来歴・人物
海南高等学校では遊撃手として活躍し、同期のエース・山下慶徳らと甲子園に3度出場した。高校卒業後に東海大学に進学して硬式野球部に所属し、全日本大学野球選手権で優勝した経験もある。同期のエースに渡辺孝博がいた。
大学卒業後は、社会人野球の日立製作所のチームでプレーし、東海大学でコーチ、監督を務めた。1992年10月に宮崎県の日南学園高等学校の監督に就任。2007年まで務め、春4回、夏5回で甲子園への出場に導き、1998年秋の明治神宮野球大会で全国優勝を果たし、寺原隼人、赤田将吾、井手正太郎などを育成した。2014年からは通信制の慶風高等学校の総監督に就任した。